# Абрамов, Александр Иванович (философ)
Алекса́ндр Ива́нович Абра́мов (11 сентября 1945 года, Гомель, БССР, СССР — 15 июня 2002 года, Москва, Россия) — советский и российский философ, специалист по истории русской философии XIX-XX вв. Кандидат философских наук, доцент. Один из авторов «Новой философской энциклопедии», «Русская философия. Энциклопедия», «Философия. Энциклопедический словарь».

## Биография
Окончил философский факультет МГУ имени М. В. Ломоносова (1970).
С 1972 по 1992 год научный сотрудник Института философии АН СССР.
В 1981 году в Институте философии АН СССР защитил диссертацию на соискание учёной степени кандидата философских наук по теме «Эволюция философского миросозерцания Н. П. Огарёва» (специальность 09.00.03 — история философии). Подготовил к защите (но не успел защитить) докторскую диссертацию, посвящённую духовно-академической философии в России.
С 1992 по 2002 год доцент кафедры истории отечественной философии РГГУ.
Разрабатывал темы и проблемы, связанные с идеями платонизма и аристотелизма, их влиянием в русской философской культуре; исследовал философию русских духовных академий и русского романтизма. Характеризуя ранний период философской культуры Средневековой Руси, аргументировано изложил и включил в научный аппарат термин «неоплатонизирующий аристотелизм». Изучал «славянскую схоластику».

## Научные труды
- Абрамов А. И. Метафизика любви и философия сердца в русской философской культуре // Философия любви : В 2 ч. / Сост. А. А. Ивин ; Предисл. Д. П. Горского, А. А. Ивина. — М. : Политиздат, 1990. — Ч. I. — С. 149-161. — 508 с. — ISBN 5-250-01393-7.
- К вопросу о влиянии просветительской философии на духовно-академическую философию в России // Методологические проблемы изучения истории общественной мысли. Казань, 1990;
- К вопросу об особенностях русского средневекового философствования // Социокультурные характеристики средневековой философии. М., 1990;
- «Путь» (№ 1-61) - орган русской религиозной мысли при религиозной Академии в Париже // Путь. Кн. I (I-VI). М., 1992;
- Философские проблемы в «Философии общего дела» Н. Ф. Фёдорова // Философия и культура в России: методологические проблемы. М., 1992;
- Кант в русской духовно-академической философии // Кант и философия в России. М., 1993;
- О русском кантианстве и неокантианстве в журнале «Логос» // Там же;
- Кантианство в русской университетской философии // Вопросы философии. 1998. № 1;
- Отношение к философии Фихте в русской духовно-академической философии // Философия Фихте в России. СПб., 2000;
- Философия всеединства Вл. Соловьёва и традиции русского платонизма // История философии. М., 2000. № 6;
- Сборник научных трудов по истории русской философии. М., 2005;
- статьи: Гессен С. И., Дебольский Н. Г., Барсов А. А., Арсентьев Н. С, Бобров Е. А., Юркевич П. Д., Несмелое В. И., Неокантианство в России и др. // Новая философская энциклопедия: В 4 т. М., 2000-2002;
- Киреевский И. В., Соловьёв В. С, Лосский Н. О., Трубецкой С. Н., Флоренский П. А., Русский философский романтизм, Лосев А. Ф. и др. // Философия. Энциклопедический словарь. М., 2006;
- Почвенничество, «Путь» (журнал русской религиозной мысли), Романтизм философский, Сеземан В. Э. и др. // Русская философия. Энциклопедия. М., 2007.